# Sidney Nagel
Sidney Robert Nagel (* 28. September 1948 in New York City) ist ein US-amerikanischer Festkörperphysiker.
Nagel studierte an der Columbia University (Bachelor 1969) und der Princeton University, wo er 1971 seinen Master-Abschluss machte und 1974 promoviert wurde. Danach war er an der Brown University, ab 1976 Assistant Professor an der University of Chicago, wo er seit 1984 Professor ist. Seit 2001 ist er dort Stein-Freiler Distinguished Service Professor. 1987 bis 1991 war er dort Direktor des Materials Research Laboratory.
Nagel befasste sich mit ungeordneten Materialien wie Gläsern und granularer Materie (wo er viel mit Heinrich Jaeger zusammenarbeitete). Dort untersuchte er Phänomene wie das Jamming, plötzliche strukturelle Änderungen wie Verlust der Fließfähigkeit von Glas unterhalb einer bestimmten Temperatur oder Stopp des Fließens bei Sandhaufen, den Glasübergang oder das Zerplatzen von Flüssigkeitstropfen.
1979 wurde er Forschungsstipendiat der Alfred P. Sloan Foundation (Sloan Research Fellow). 1999 erhielt er den Oliver E. Buckley Condensed Matter Prize. Er ist seit 2003 Mitglied der National Academy of Sciences, seit 1997 der American Academy of Arts and Sciences und seit 2020 der American Philosophical Society. 1988 wurde er Fellow der American Physical Society.